# لوگان، شهرستان میسون، میشیگان
لوگان (به انگلیسی: Logan Township) یک منطقهٔ مسکونی در ایالات متحده آمریکا است که در شهرستان ماسون، میشیگان واقع شده‌است.
 لوگان  ۳۱۲ نفر جمعیت دارد و ۲۵۰ متر بالاتر از سطح دریا واقع شده‌است.